# Orthonotoidea
De Orthonotoidea zijn een superfamilie van uitgestorven tweekleppigen uit de infraklasse Euheterodonta.

## Taxonomie
De volgende families zijn bij de superfamilie Orthonotoidea ingedeeld:
- Konduriidae Sánchez, 2007
- Orthonotidae S. A. Miller, 1877
- Prothyridae S. A. Miller, 1889
- Solenomorphidae Cockerell, 1915